# Нижний Пшалым
Ни́жний Пшалы́м (тат. Түбән Пошалым) — деревня в Арском районе Республики Татарстан, в составе Урнякское сельского поселения.

## Этимология названия
Топоним произошёл от татарского слова «түбән» (нижний) и ойконима «Пошалым» (Пшалым).

## География
Деревня находится на реке Пшалымка, в 17 км к северо-востоку от районного центра, города Арска.

## История
Деревня известна с 1615–1617 годов как деревня Шалым.
В XVIII – первой половине XIX веков жители относились к сословию государственных крестьян. Основные занятия жителей в этот период – земледелие и скотоводство, были распространены плотничный промысел, пчеловодство.
В «Списке населенных мест по сведениям 1859 года», изданном в 1866 году, населённый пункт упомянут как казённая деревня Пшалым по речке Пшалым 2-го стана Казанского уезда Казанской губернии. Располагалась при речке Пшалымке, по левую сторону Сибирского почтового тракта, в 85 верстах от губернского города Казани и в 17 верстах от становой квартиры в заштатном городе Арске. В деревне в 34 дворах жили 285 человек (143 мужчины и 142 женщины). Была мечеть.
В начале XX века функционировали мечеть, водяная мельница, 3 мелочные лавки. В этот период земельный надел сельской общины составлял 982,2 десятины.
До 1920 года деревня входила в Кармышскую волость Казанского уезда Казанской губернии. С 1920 года в составе Арского кантона ТАССР. С 10 августа 1930 года в Арском районе.

## Население
| 1782 | 1859 | 1897 | 1908 | 1920 | 1926 | 1938 | 1949 | 1958 | 1970 | 1979 | 1989 | 2002 | 2010 | 2015 |
| ---- | ---- | ---- | ---- | ---- | ---- | ---- | ---- | ---- | ---- | ---- | ---- | ---- | ---- | ---- |
| 60   | 285  | 388  | 461  | 500  | 468  | 471  | 400  | 412  | 401  | 295  | 271  | 281  | 260  | 257  |

Национальный состав деревни: татары.

## Экономика
Жители занимаются полеводством, молочным скотоводством.

## Объекты образования и медицины
В деревне действуют детский сад (с 1990 года), медицинский пункт.

## Религиозные объекты
Мечеть (с 1999 года).